# Кругловустик струмковий
Кругловустик струмковий (Pomatias rivularis), або равлик кришечковий струмковий — вид наземних черевоногих молюсків. 
Занесено до Червоної книги України.

## Морфологічні ознаки
Черепашка сіра, верхні оберти рожеві, кубареподібна, з 4,5 обертами, остракальною спіральною і більш розвиненою радіальною скульптурою та устям, що має кришечку. Висота черепашки — 13–16 мм, її ширина — 12–14,5 мм.
Занесено до Червоної книги України.

## Поширення
Ареал виду майже циркумпонтичний (з окремими знахідками до північній Угорщини). 
В Україні вид зустрічається лише в північно-східній частині Гірського Криму.

## Особливості біології
Вид мешкає в дубових та букових лісах.

## Загрози та охорона
Загрози: деградація природних місць мешкання. 